# Bainbridge, Indiana
Bainbridge är en kommun (town) i Putnam County i Indiana. Vid 2010 års folkräkning hade Bainbridge 746 invånare.